# Al-Karkarat
Al-Karkarat (arab. ‏الكركرات‎, fr. Guerguerat) – niewielka miejscowość w południowej części Sahary Zachodniej, de facto kontrolowana przez władze marokańskie, w regionie administracyjnym Ad-Dachla-Wadi az-Zahab, 5 km od Oceanu Atlantyckiego. Miejscowość liczy 28 mieszkańców.
Około 10 km południe od Al-Karkarat znajduje się jedyne przejście graniczne między Marokiem a Mauretanią, lecz kontrola graniczna znajduje się w centrum miejscowości.
W 2017 roku Marokańczycy jednostronnie wycofali się z tego obszaru.